# Caleta Hornos Airport
Caleta Hornos Airport är en flygplats i Chile.   Den ligger i provinsen Provincia de Choapa och regionen Región de Coquimbo, i den centrala delen av landet, 190 km norr om huvudstaden Santiago de Chile. Caleta Hornos Airport ligger 89 meter över havet.
Terrängen runt Caleta Hornos Airport är varierad. Havet är nära Caleta Hornos Airport åt sydväst. Runt Caleta Hornos Airport är det glesbefolkat, med 12 invånare per kvadratkilometer..
Trakten runt Caleta Hornos Airport består i huvudsak av gräsmarker.